# Viellenave-d’Arthez
Viellenave-d’Arthez település Franciaországban, Pyrénées-Atlantiques megyében. Lakosainak száma 227 fő (2022. január 1.). Viellenave-d’Arthez Bougarber, Cescau, Mazerolles, Momas és Uzein községekkel határos.

## Népesség
A település népessége az elmúlt években az alábbi módon változott:
| Lakosok száma | 174  | 186  | 198  | 205  | 204  | 210  | 214  | 221  | 227  |
|               | 2013 | 2015 | 2016 | 2017 | 2018 | 2019 | 2020 | 2021 | 2022 |